# Stackagöl
Stackagöl är en sjö i Hylte kommun i Småland och ingår i Fylleåns huvudavrinningsområde. Sjöns area är 0,005 kvadratkilometer och den befinner sig 167,6 meter över havet.